# Hệ thống xác định giới tính

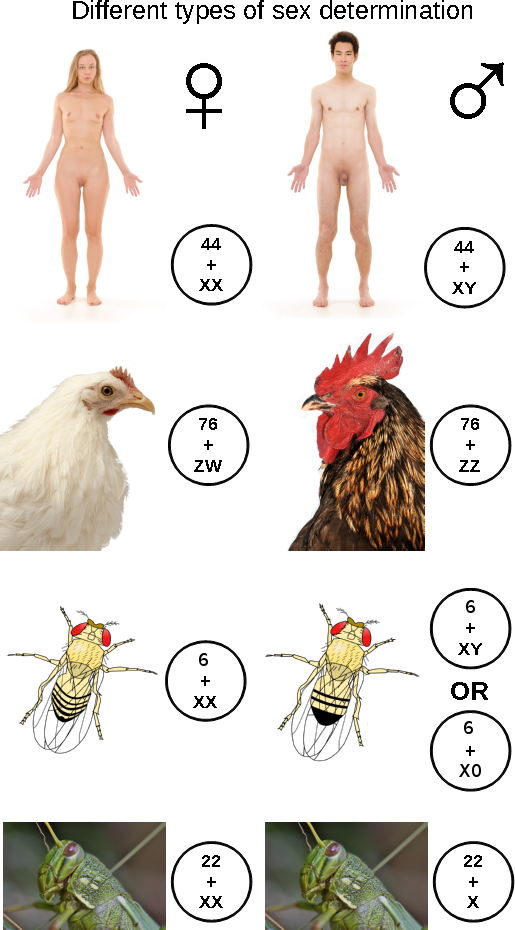
Một số hệ thống xác định giới tính bằng nhiễm sắc thể

Hệ xác định giới tính (tiếng Anhː Sex-determination system), hay còn gọi là cơ chế xác định giới tính, là tập hợp các cấu trúc, nhân tố và quá trình sinh học quyết định sự hình thành và phát triển giới tính (đực hay cái) của cá thể sinh vật.
Hầu hết các loài sinh vật sinh sản hữu tính có hai giới tính khác biệt là đực và cái. Nếu các cấu trúc, cơ chế sinh học và nhân tố nào khác tham gia hình thành nên tính đực hoặc tính cái của một cơ thể sinh vật, thì hợp lại thành hệ thống xác định giới tính của cơ thể đó.
Nói chung, có nhiều kiểu hệ thống xác định giới tính:
1. Hệ xác định giới tính theo nhiễm sắc thể, gọi tắt là cơ chế nhiễm sắc thể (chromosomal system) thực chất là cơ chế tổ hợp các nhiễm sắc thể giới tính, cũng gọi là cơ chế di truyền (hình 1).[4] Từ dưới đây, nhiễm sắc thể viết tắt là NST.
2. Hệ xác định giới tính theo ngoại cảnh (environmental sex determination) gọi tắt là cơ chế môi trường (environmental system), thường là nhiệt độ.[5]
3. Hệ xác định giới tính do hormone (hormonal sex determination),[1] gọi tắt là cơ chế hormone (hormonal system).

Xác định giới tính do ngoại cảnh hoặc do hormone thường là cơ chế thứ cấp (secondary sex determination).
Cơ chế NST (nhiễm sắc thể) xác định giới tính đầu tiên được nhà nữ di truyền học người Mỹ Nettie Maria Stevens phát hiện ở sâu bột vào năm 1903. Đây là cơ chế di truyền. Về sau, các nhà nghiên cứu nhận thấy quá trình xác định giới tính ở các loài và trong sự phát triển cá thể là rất phức tạp.

## Cơ chế NST xác định giới tính

Nhiễm sắc thể giới tính XX/XY ở ruồi giấm

### NST giới tính XX/XY

Sơ đồ minh họa cơ chế NST hình thành chấu chấu cái (XX) và châu chấu đực (XO)

Trong kiểu này, hợp tử mang cặp nhiễm sắc NST XX (đồng giao tử) sẽ phát triển thành giới cái, còn hợp tử mang cặp nhiễm sắc NST XY (dị giao tử) sẽ phát triển thành giới đực. Cơ chế này đã được giới thiệu ở nhiều sách giáo khoa và giáo trình cho học sinh, sinh viên. Ví dụ như ở ruồi giấm (hình bên), ở người và ở hầu hết các loài thú.

### NST giới tính XX/X0
Trong kiểu này, hợp tử mang cặp nhiễm sắc NST XX sẽ phát triển thành giới cái, còn hợp tử mang cặp nhiễm sắc NST XO (chỉ có 1 NST X) sẽ phát triển thành giới đực. Cơ chế này đã được giới thiệu ở nhiều sách giáo khoa và giáo trình cho học sinh, sinh viên. Ví dụ thường gặp nhất là châu chấu, cào cào.

### NST giới tính ZW
Kiểu này ngược với người và ruồi giấm, gặp ở các loài thuộc lớp chim: hợp tử mang cặp nhiễm sắc NST XY sẽ phát triển thành giới cái, còn hợp tử mang cặp nhiễm sắc NST XX sẽ phát triển thành giới đực. Ngoài ra, còn gặp cả ở bò sát, một số loài cá và bướm. Tuy nhiên, để đỡ nhầm lẫn, NST X đổi là Z, còn NST Y đổi là W, do đó: 
- Con đực mang cặp NST giới tính là ZZ, nghĩa là giới đồng giao tử;
- còn con cái mang cặp NST giới tính ZW là thuộc giới dị giao tử.

### Hệ UV
Ở một số loài Rêu và Tảo, có vòng đời phát triển theo giai đoạn 2n và n xen kẽ. Giao tử là đơn bội hình thành qua giảm phân (meiosis). "Bào tử" cái có NST giới tính được gọi là U, còn "bào tử" đực có NST giới tính được gọi là V. Khi U kết hợp với V thành bào tử thể (cũng gọi là thể bào tử) thì tạo thành bào tử UV.

### Hệ đơn bội/lưỡng bội

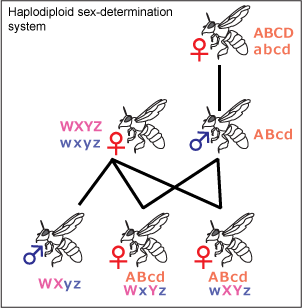
Cơ chế 2n và n

Được gọi là Haplodiploidy phổ biến ở các loài ong, kiến Hymenoptera. Cá thể cái có bộ NST lưỡng bội (2n), còn cá thể đực có bộ NST đơn bội. Khi cá thể cái đẻ trứng, thì trứng là giao tử đơn bội (n). Nếu trứng được thụ tinh bởi tinh trùng của cá thể đực, thì sinh ra hợp tử 2n, nở thành cá thể cái. Cá thể cái nào được hưởng "chính sách" đặc biệt của quần thể, thì mới trở thành chúa (queen) của quần thể đó, có khả năng sinh sản; còn lại là các cá thể cái vô sinh (ong thợ, kiến thợ). Nếu trứng không thụ tinh, thì nở ra cá thể đực đơn bội, chỉ chiếm tỉ lệ rất thấp trong quần thể.

## Cơ chế môi trường

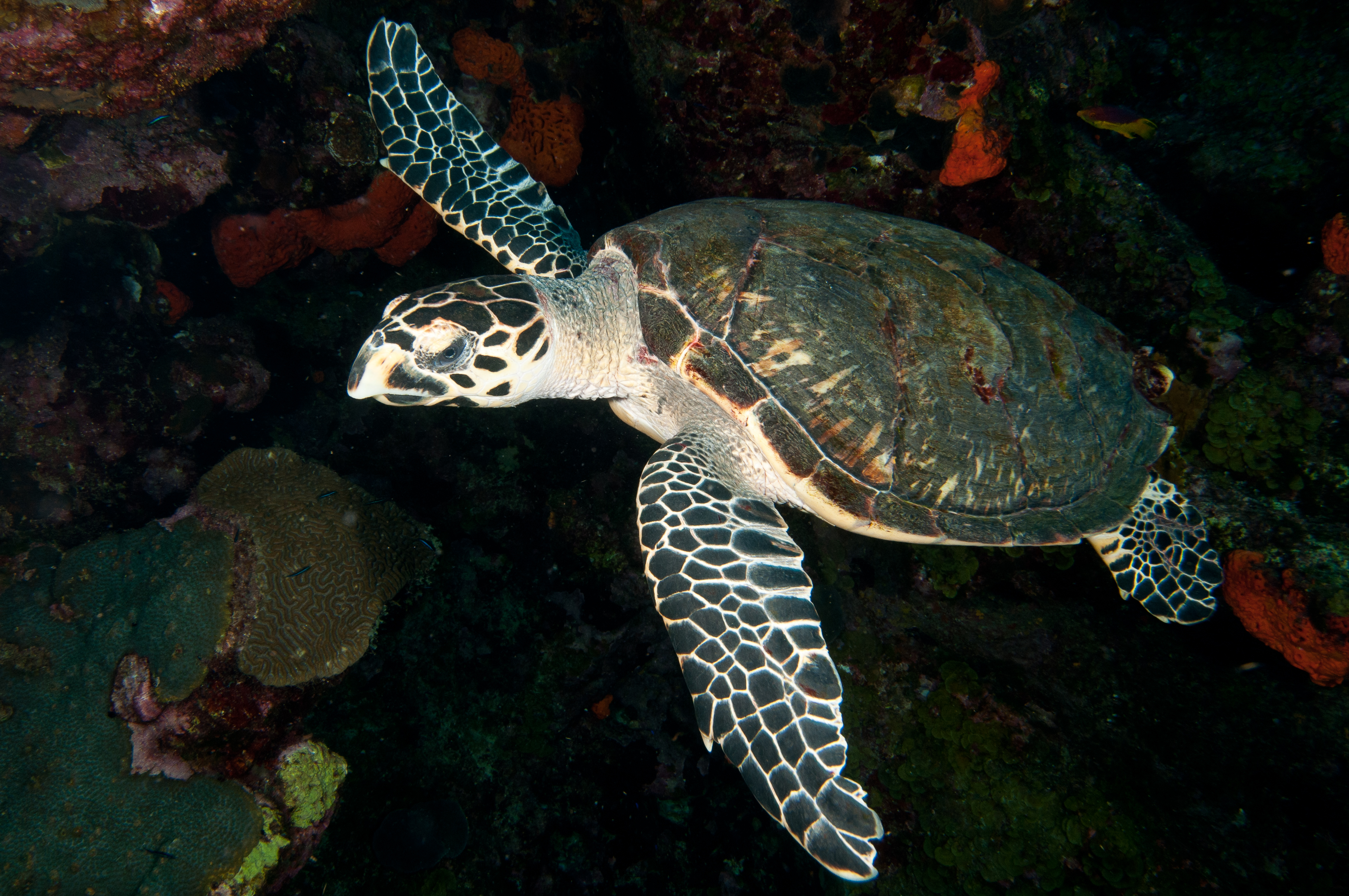
Con vích đang bơi ở đáy biển nông.

Thường gặp ở bò sát, nhất là các loài rùa. Con vích cái đào hố trên bãi biển, đẻ trứng rồi vùi sâu xuống cát. Ở phía trên hố, khoảng 32 °C thì trứng nở toàn các cá thể cái, ở phía dưới mát hơn, khoảng 26 °C thì trứng nở toàn các cá thể đực.
Trứng của kiến nâu (Formica rufa) ở nhiệt độ < 20 °C thì nở toàn cá thể cái, còn ở nhiệt độ cao hơn (khoảng 25 °C) thì lại nở toàn cá thể đực.